# Calidno
En la mitología griega Calidno (Κάλυδνος) es un personaje secundario citado por dos autores tardíos. Una versión nos dice que era hijo de Urano, pero no se menciona a su madre. Fue el primer rey mítico de Tebas, por el cual una ciudad era conocida como Calidna. La otra versión nos dice que construyó las primeras fortificaciones de la ciudad, razón por la cual Tebas es llamada a veces "la ciudadela de Calidno". En esta versión Calidno fue sucedido por Ogiges. Todavía hay otra versión que identifica Calidna con una isla cercana a Troya.
| Predecesor: - | Reyes de Tebas | Sucesor: Ogiges |